# Art of Fighting 2
Art of Fighting 2 és la segona part del famós videojoc Art of Fighting desenvolupat per SNK.
El videojoc presenta notables diferències respecte al primer: pots escollir a tots els personatges, inclou millores gràfiques i la història té una menor importància.
El joc va tenir la seua versió per a Super Nintendo però solament fou llançada en Japó.

## Història
El moment del videojoc es desenvolupa dos anys després d'Art of fighting. En el començament es relata que el culpable del segrest és el mateix pare de Yuri, Takuma Sakazaki, que va ser obligat per Gesse Howard.
El cap és Mr. Big. A part d'això s'inclou un cap ocult que és Gesse Howard, molt més jove del que apareix en Fatal Fury, amb un disseny que es repetiria en KOF Neo Wave de Play Station 2 i Xbox.
Quasi tots els personatges són descendents de la primera part encara que hi ha alguns nous, com Yuri, Eiji o Temjin.

## Personatges i estils de combat
- Ryo Sakazaki - Kyokugenryu Karate
- Robert Garcia - Kyokugenryu Karate
- Yuri Sakazaki - Kyokugenryu Karate
- Takuma Sakazaki - Kyokugenryu Karate
- Jack Turner - Combat cos a cos
- Lee Pai Long - Arts Marcials xineses
- King - Muay Thai
- Mickey Rogers - Boxa
- John Crawley - Arts Marcials
- Mr. Big - Esgrima
- Eiji Kisaragi - Ninjutsu
- Temjin - Sumo Mongoles